# المجموعة الفردانية F
المجموعة الفردانية F، أو F-M89 والمعروفة أيضًا باسم السُّلالة F وكانت سابقًا تُدعى باسم المجموعة الفردانية FT، هي مجموعة فردانية بشريَّة ذكوريَّة شائعة جدًا حيث تشكل فروعها الحيوية وفئاتها الفرعية أكثر من 90% من الرجال الذكور خارج أفريقيا.
ينحدر الغالبية العظمى من ذكور السُّلالة F ضمن وريثه المُباشر GHIJK وطفراتها (F1329/M3658/PF2622/YSC0001299). وبالإضافة إلى GHIJK، تحتوي المجموعة الفردانية F على ثلاث فئات فرعية متحدرة مباشرة أخرى، وهي F1، وF2، وF3. توجد السُّلالة في المقام الأول في جميع أنحاء جنوب آسيا وجنوب شرق آسيا وأجزاء من شرق آسيا.
تشير التقديرات إلى أن السُّلالة F ظهرت منذ 38,700-55,700 ألف سنة مضت من الآن، ويُرجح الخُبراء عن نشوئها في غرب آسيا أو جنوب شرق آسيا في حين اقترحت الأبحاث السابقة أيضًا أن السُّلالة F ظهرت على الأرجح لأول مرة في شبه الجزيرة العربية أو بلاد الشام أو شمال أفريقيا، وذلك منذ حوالي 43800-56800 سنة. تم التكهن أيضًا بأن الموقع المحتمل للتوسع الأول لهذه السلالة وصعودها إلى الانتشار يبدو أنه كان في شبه القارة الهندية، أو في مكان قريب منها، ويبدو أن معظم الفئات الفرعية والمجموعات الفردانية المتفرعة منها قد انتشرت إلى الخارج من الخليج العربي. و/أو الأجزاء المجاورة من الشرق الأوسط وجنوب شرق آسيا.